# 1バーツ硬貨
タイ1バーツ硬貨（฿1）は、タイ王国において使用されている硬貨。1バーツと同等の価値があり、これまで白銅の金属で鋳造されている。表面には「タイ国王ラーマ9世」の肖像が、裏面には「ワット・プラシーラッタナーサーサダーラーム仏教寺院」の図案がデザインされている。
2008年に、新旧との二つの1バーツ硬貨シリーズを鋳造した。2009年に、新バーツ硬貨シリーズが発行される。1バーツ硬貨の表側デザインがラーマ9世国王の最新肖像へ変更し、同硬貨の質量が3.4グラムから3.0グラムへ調整される。

## 鋳造記録
- 1986年 - 4,200,000
- 1987年 - 329,471,000
- 1988年 - 391,442,000
- 1989年 - 466,684,000
- 1990年 - 409,924,000
- 1991年 - 329,946,380
- 1992年 - 426,230,000
- 1993年 - 235,623,000
- 1994年 - 475,200,000
- 1995年 - 589,394,650
- 1996年 - 98,487,000
- 1997年 - 350,660,600
- 1998年 - 176,932,000
- 1999年 - 224,389,000
- 2000年 - 427,589,000
- 2001年 - 393,460,000
- 2002年 - 269,375,000
- 2003年 - 280,691,000
- 2004年 - 562,018,000
- 2005年 - 1,470,538,000
- 2006年 - 749,861,000
- 2007年 - 618,918,316
- 2008年（旧シリーズ） - 562,532,000[2]
- 2008年（新シリーズ） - 180,900,000
- 2009年 - 246,000,000[3]

## 参考
1. ↑  แถลงข่าวออกใช้เหรียญกษาปณ์หมุนเวียนชุดใหม่（『新しい循環コイン発行日の記者会見』） タイ財務省ウェブサイト、2009年2月28日閲覧。
2. ↑  Treasury Department e-catalog
3. ↑  Treasury Department e-catalog